# 遠い恋の物語
「遠い恋の物語」（とおいこいのものがたり）は、日本の歌。作詞：冨永裕輔、作曲：冨永裕輔・solaya、編曲：solaya、歌：冨永裕輔。2008年12月から2009年1月まで、NHKの音楽番組『みんなのうた』で放送された。

## 概要
この曲は、別れた恋人との思い出を通して、自分の未来は白紙の本に物語を綴っていくようなものだと歌っている。
『みんなのうた』の放送で使用されたアニメーションの映像は今回で番組32回目の参加となる常連の吉良敬三が、冬をイメージした淡いイラスト風の映像に仕上げている。放送では時間尺の都合上、Cパートは省略されて2番のサビで終わり、アウトロはCD音源と異なる。
2009年2月 - 3月の「お楽しみ枠」で初再放送、その後「お願い!編集長」で多数のリクエストを受けて2013年4月20日・5月18日に「リクエスト枠」で再放送が行われた。2023年12月 - 2024年1月には14年ぶりに定時で再放送が行われた。